# Precipitador eletrostático
Um precipitador eletrostático, também conhecido como um filtro de ar eletrostático, é um equipamento de muito controle de poluição em fábricas que emitem gases e partículas poluidoras à atmosfera. Este dispositivo mecânico ou elétrico captura os poluentes e libera o gás limpo para a atmosfera. Os modelos de precipitadores eletrostáticos são comumente encontrados em plantas industriais produtoras de materiais como o ferro, petróleo, produtos químicos, metais, cimento e energia.
Atualmente, os fabricantes de precipitadores eletrostáticos produzem, basicamente, dois tipos de precipitadores - secos e molhados. O tipo molhado recupera partículas húmidas ou molhadas, processo que envolve alguns tipos de ácido, óleo, resina e alcatrão, provenientes do escape de gás. O tipo seco, por outro lado, é empregado para remover partículas secas, tais como poeira e cinzas.
O processo de extrair as partículas ou poluentes geradas pelo escape de gás tóxico das fábricas começa com o processo de ionização, no qual as partículas são eletrostaticamente carregadas. As placas ou outros mecanismos de coleta contidos nas laterais do precipitador atraem as partículas carregadas, que são neutralizadas antes de serem liberadas para um funil. Finalmente, um transportador leva as partículas para a área de descarte a fim de que recebam o tratamento adequado.
Praticamente todos os tipos de precipitadores eletrostáticos eficientes são capazes de recolher a maior quantidade (cerca de 99,9%) das partículas dos gases de escape antes que sejam lançadas ao ar. Quatro fatores geralmente afetam a máxima eficiência de um precipitador eletrostático: Esses fatores incluem o tamanho do precipitador eletrostático, a eficiência do mecanismo que recolhe as partículas dado um determinado volume de gás, a composição química das partículas a serem precipitadas e a tensão fornecida pelo sistema de alimentação para o campo elétrico.
Vários eventos poderiam provocar a revisão do funcionamento e do desempenho de um precipitador eletrostático com o intuito de que fossem tomadas decisões de substituição, reconfiguração ou manutenção do precipitador eletrostático. O equipamento pode ter se deteriorado, após frequentes paradas. A revisão também pode ser solicitada por mudanças em produtos ou no volume de produção, ou ambos. A análise pode também ser uma ramificação da regulamentação mais rigorosa sobre a poluição atmosférica.
1. 1 2  «Análise de fonte de energia de alta tensão para melhor remoção de material particulado em precipitador eletrostático - Brasil Escola». Monografias Brasil Escola. Consultado em 13 de fevereiro de 2024
2. 1 2  «Precipitador Eletrostático E Poluentes | Meio Ambiente - Cultura Mix». meioambiente.culturamix.com. Consultado em 13 de fevereiro de 2024